# Lilly Kilvert
Lilly Kilvert (Providence, 1950) é uma decoradora de arte de cinema estadunidense. Foi indicada ao Oscar de melhor direção de arte em duas ocasiões pelo seu trabalho no design de produção.

## Prêmios e indicações
- Indicada: Oscar de melhor direção de arte — Legends of the Fall (1994)
- Indicada: Oscar de melhor direção de arte — The Last Samurai (2003)